# Wappen von Aranos
Das Wappen von Aranos ist das offizielle Stadtwappen der namibischen Stadt Aranos.

## Beschreibung
Das Wappenschild wird von dem Text Aranos Council am oberen Rand flankiert. Am unteren Rand befindet sich der Banner mit dem Motto Unity in Diversity (deutsch Einheit durch Vielfalt). Der Schild ist zweigeteilt. Im oberen Drittel befindet sich Kameldornbaum vor blauem Grund. Der Kameldorn steht für Kraft und Widerstand gegen schwere Zeiten. Widerstand gegen die Natur der Kalahari. Der Baum symbolisiert zudem Schatten, Nahrung und die Schönheit der Flora und Fauna der Stadt. Der blaue Grund symbolisiert den Himmel. Die unteren zwei Drittel des Schildes werden von einem braun-gelben Hintergrund, der die Dünen der Kalahari symbolisiert sowie einer Aloe eingenommen. Die Dünen stehen für die einzigartige Ästhetik Menschen zu beeindrucken. Zudem wird durch die Dünen die Wüste und das Überleben in dieser symbolisiert. Die Aloe steht für die Stärke der Einwohner Aranos während der Apartheid, Rassismus und Diskriminierung und die Gesundheit und das Überleben das gewonnen wurde.